# 空飛ぶゆうれい船
『空飛ぶゆうれい船』（そらとぶゆうれいせん 英：Flying Phantom Ship）は、1969年7月20日に「東映まんがまつり」で公開された東映動画製作の劇場用アニメ映画。上映時間60分。カラーワイド版。

## 概要
原作は、1960年の月刊誌『少年』に掲載された石森章太郎（後の石ノ森章太郎）の短編漫画「ゆうれい船」。
巨大ロボット・ゴーレムと国防軍の戦闘シーンでは、攻撃する戦闘機パイロットからの視点で表現するという当時としては斬新な演出がなされている。
原画スタッフとして宮崎駿が参加しており、ビルの破壊シーンなどを担当している。

## ストーリー
巨大企業体・黒潮コンツェルンに関係する貨物船やタンカーばかりが謎の幽霊船に襲われる事件が頻発していたある日、大好きなボアジュースを飲みながら両親とモーターボートを楽しんでいた隼人は、海岸の道路で交通事故を目撃する。事故に遭ったのは隼人の父・嵐山が勤める造船所の親会社・黒潮コンツェルンの黒潮会長夫妻で、隼人と父は、介抱するため、幽霊屋敷と呼ばれる洋館に夫妻を運び込んだ。その洋館で隼人は、ドクロの仮面を付けた幽霊船の船長と遭遇する。
数日後、隼人と父が街に出かけている時、「幽霊船の使者」と名乗る巨大ロボット・ゴーレムが現われ、 街を破壊しはじめた。防衛軍の戦車隊や戦闘機が出撃するが、全く歯が立たず、隼人の父もビルの破片に当たって重傷を負ってしまった。重傷の父親を何とか家に連れ帰り、ドアを開けた隼人が見たのは、ガレキに押しつぶされた母親の姿だった。
その夜、臨時の救護センターで、瀕死の父は、隼人に驚くべきことを語る。十年前、父親が勤める造船所の海岸に板切れに乗った赤ん坊が流れついた。子供のいなかった嵐山夫妻は、その赤ん坊を自分たちの子供として育てることにしたが、その赤ん坊が隼人だったのである。その時一緒にあった赤ん坊の隼人と実の両親が写った写真を隼人に託すと、父は息を引き取った。
数日後、隼人は黒潮会長を訪ね、黒潮会長が組織しようとしている幽霊船討伐隊に自分を加えるように頼み込んだ。両親の仇を取るためである。ちょうどその時、テレビの臨時ニュースで、巨大ロボット・ゴーレムが出現し、街を破壊していることを放送していた。ニュースはさらに驚くべきことを告げていた。白昼堂々、幽霊船が東京湾に出現したのである。幽霊船を発見したゴーレムは、ロケットを噴射して空中に飛び上がり、腹部からミサイルを発射した。しかし、なぜか、ミサイルは見えない壁にぶつかるように幽霊船の直前で自爆してしまった。
やがて、幽霊船も、空中に浮き上がると、船体のハッチを開けていく。中から、ミサイルランチャーが次々に現れてきた。外見はボロボロの帆船でも、中身は最新兵器で武装し、空中浮遊も可能なハイテクメカだったのである。巨大ロボット・ゴーレムは、当初は果敢に幽霊船に対して腹部開口より次々とミサイルを連射するもそのぜい弱な部分を幽霊船のミサイルで逆に集中攻撃を受けた。更に片腕を吹き飛ばされると、船首レーザー砲の直撃を受けて、海に墜落していった。
テレビ放映中に中座した黒潮会長を捜していた隼人は、偶然、黒潮邸の秘密を発見してしまう。黒潮邸の地下には秘密の兵器工場があり、しかもその兵器は輸出までされていたのである。兵器工場の奥には秘密基地もあり、そこには幽霊船との戦闘で吹き飛ばされた片腕の痕も生々しいゴーレムが鎮座していた。
隼人は最奥部の会議室で、黒潮会長たちの会話を聞いてしまう。黒潮会長は、任務に失敗した埴輪国防長官を処刑し、系列のテレビ局を使って幽霊船の脅威と国防軍増強の必要性を訴える一方、系列の建設会社にはゴーレムに破壊された街の再建工事受注を指示していた。幽霊船の使いという触れ込みで巨大ロボット・ゴーレムを動かしていたのは、実は黒潮会長だったのである。さらに隼人は黒潮会長の背後に「ボア」という黒幕がいることまで知ってしまう。
隼人は、黒潮邸の秘密を警察に訴えに行くがまったく相手にされない。警察では、人間が衣服だけを残して消えるという謎の蒸発事件が話題になっていた。警察署を出た隼人は謎の黒服に拉致されてしまうが、連れて行かれたのはテレビ局のスタジオだった。スタジオには黒潮会長もいた。隼人の少年らしい正義感を、幽霊船討伐キャンペーンに利用しようとしていたのである。この状況を逆手に取った隼人は、黒潮会長自身がゴーレムを操っていること、黒潮邸の秘密、黒幕のボアのことまで、テレビ放送で暴露する。
その時、巨大なカニがスタジオに乱入し、スタジオ内は大混乱に陥る。ボアの名前が表に出たことで存在価値がなくなった黒潮会長をあっさり消し去った巨大カニは、凶暴なツメを隼人に向けた。必死に逃げる隼人だが、テレビ局の屋上に追い詰められてしまう。絶体絶命の隼人を救ったのは、空飛ぶ幽霊船だった。
隼人の勇気を称えた幽霊船の船長は、船内を見学させてくれた。動力源の原子炉、船を推進させる反重力装置、ミサイル、レーザー砲、磁力砲などの強力な兵器、さらに、レーダー電波を吸収し、ステルス化するためのレーダー吸収装置などに感嘆する隼人。ところが、たまたま操舵室を見学していた時、隼人はボアジュース中毒で突如苦しみだし、うっかりレーダー吸収装置のスイッチを切ってしまう。ボアジュースは飲み続けると、体が泡になって溶けてしまう恐ろしい毒だった。
ボアに発見され猛攻を受ける幽霊船。回復した隼人が見たのは、メチャメチャになった船内だった。ボアの攻撃により、幽霊船の主兵器は完全に破壊され、船長は負傷、生き残った大人はドクターだけとなってしまう。船長の素顔を見た隼人は写真で一緒に映っていた実父だと知り、自身が「隼人」と打ち明け、船長もまた勇気ある少年だと思っていた隼人が「息子の隼人」だと知り驚く。母親のことを尋ねる隼人に船長は妻が亡くなったことを告白する。元凶がボアだとハッキリと知った隼人は看護婦の少女ルリ子とふたりでボアと刺し違えることを決意し、ボアの本拠地へと幽霊船を向けるのだった。幽霊船はボアの本拠地の巨大ゲートが閉じるわずか前にその内部に突入し自爆する。その直前に、隼人たちはカプセルで脱出していた。

## 声の出演
- 嵐山隼人 - 野沢雅子
- 黒潮会長 - 田中明夫
- 嵐山技師（隼人の育ての父） - 名古屋章
- ゆうれい船長（隼人の実の父） - 納谷悟郎
- ルリ子 - 岡田由紀子
- 埴輪国防長官 - 富田耕生
- 黒潮会長夫人 - 里見京子
- 石原良
- 野田圭一
- 増岡弘
- 永井一郎
- 北川国彦
- 大竹宏
- 田の中勇

## スタッフ
- 原作：石森章太郎（石ノ森章太郎）
- 製作：大川博
- 企画：関政次郎、茂呂清一、籏野義文[注釈 1]
- 演出：池田宏
- 脚本：辻真先、池田宏
- 美術：土田勇
- 作画監督：小田部羊一
- 音楽：小野崎孝輔
- 原画：奥山玲子、菊池貞雄、金山通弘、大田朱美、森英樹、宮崎駿、阿部隆
- 動画：堰合昇、相磯嘉雄、吉田茂承、松原明徳、坂野隆雄、薄田嘉信、笠井晴子、坂野勝子、斉藤瑛子、長谷川玲子、黒沢隆夫、篠原征子、池原昭治、的場茂夫、正井融、村松錦三郎、角田絋一、服部照夫、石川毬緒、佐々木章、長沼寿美子、山田みよ
- 色彩設計：秦秀信
- 演出助手：奥西武、佐々木勝利
- 背景：伊藤英治、池田秀雄、城戸求
- トレース：奥西紀美代、植木知子
- 彩色：中林伸子、小島博美
- 特殊効果：林富喜江
- ゼログラフィ：松本寿夫
- 仕上検査：小椋正豊、西元敦子
- 調色：中込綾彦
- 撮影：片山幸男、武田寛
- 録音：波多野勲
- 編集：古村均
- 音響効果：大平紀義
- 記録：的場節代
- 製作進行：古沢義治、岸本松司
- 現像：東映化学工業株会社
- 主題歌：
  - オープニング：「空飛ぶゆうれい船」（作曲：小野崎孝輔、歌：スタジオ女声コーラス）[注釈 2]
  - エンディング：「隼人のテーマ」（作詞：辻真先、作曲：小野崎孝輔、歌：泉谷広、ハニー・ナイツ）[注釈 2]
  - 挿入歌：「ボワジュースのうた」（作詞：辻真先、作曲：小野崎孝輔、歌：滝口順平、堀絢子）[注釈 2]

### 主題歌、挿入歌
| 曲名               | 備考                                           |
| ------------------ | ---------------------------------------------- |
| オープニング       | - 女声コーラス                                 |
| 嵐山一家           | [ 3 ]                                          |
| 幽霊屋敷           | [ 3 ]                                          |
| ゴーレム出現       | [ 3 ]                                          |
| 隼人の秘密         | [ 3 ]                                          |
| 黒汐とボアジュース | - ボワジュースのうた                           |
| ゴーレムVS幽霊船   | [ 3 ]                                          |
| 黒汐の野望         | [ 3 ]                                          |
| 隼人、幽霊船へ     | [ 3 ]                                          |
| ボアを倒せ！       | [ 3 ]                                          |
| 最後の激戦         | [ 3 ]                                          |
| 隼人のテーマ       | [ 3 ] [ 18 ] [ 20 ] [ 4 ] [ 21 ] [ 12 ] [ 22 ] |

### 同時上映
- 飛びだす冒険映画 赤影
- ひみつのアッコちゃん（第1作）
- もーれつア太郎（第1作）
- ニホンザル その群れと生活[23]（教育短編作品、再映）

## テレビ放送
- 本作はTBS系列で、『夢の世界旅行 クイズジャンボ』終了後、同じ石ノ森章太郎原作・東映動画製作のテレビアニメ『原始少年リュウ』開始までのつなぎ番組『秋のまんが祭り』（土曜19:00 - 19:30）の一環として、1971年10月2日と10月9日の2週に分けて放送された。[注釈 3]

| TBS系 土曜19時台前半枠（当番組よりアニメ） | TBS系 土曜19時台前半枠（当番組よりアニメ） | TBS系 土曜19時台前半枠（当番組よりアニメ） |
| 前番組                                     | 番組名                                     | 次番組                                     |
| ------------------------------------------ | ------------------------------------------ | ------------------------------------------ |
| 夢の世界旅行 クイズジャンボ                | 空飛ぶゆうれい船                           | 海底3万マイル                              |
| TBS系 秋のまんが祭り                       |                                            |                                            |
| （なし）                                   | 空飛ぶゆうれい船                           | 海底3万マイル                              |

- 1975年10月11日には、東京12チャンネル（現：テレビ東京）の20:00 - 20:54枠で放送された。

## 映像ソフト
VHS
- 空飛ぶゆうれい船（1985年7月21日 東映ビデオ VRTM-856）
- 空飛ぶゆうれい船（1999年3月21日 東映ビデオ VCTM-00856）

レーザーディスク
- 空飛ぶゆうれい船〈EMOTION ノートリミングシアター〉（1995年10月20日、バンダイ メディア事業部 BELL-371）
- 空飛ぶゆうれい船（1999年03月21日、東映ビデオ LSTD-01519）

DVD
- 空飛ぶゆうれい船（2003年6月21日、東映ビデオ DSTD-02173[24][注釈 4]

バンダイから発売されたレーザーディスクは〈ノートリミングシアター〉と題されたシリーズであったが、レーザーディスク版では左右、DVD版では上下が僅かにトリミングされている。

## その他
キャッチコピーは以下のとおり。

どどーど、どどーど

赤い嵐がやってくる ドクロ船長がニュッとでる！
公開前の仮題は「空飛ぶ幽霊船」と表記し、ゆうれいの部分が全て漢字で、公開前のタテ長ポスターやパンフレットにもこのタイトルで記載された。また同ポスターやパンフレットに描かれた隼人は、Tシャツが緑色のNG版だった（完成作は黄色）。なお「予告編」前に公開された「特報」でも、タイトルは「空飛ぶ幽霊船」、隼人の服は緑色となっている。
本作に登場したロボット・ゴーレムは、その後『マジンガーZ』第68話「地獄の用心棒ゴーゴン大公」冒頭で、連戦連敗に苛立ったドクターヘルが八つ当たりして壊した機械獣として登場している。

### 視聴覚素材
本文の典拠。発行年順。
- 『石ノ森章太郎の世界』（CD）コロムビアミュージックエンタテインメント、1995年9月。COCC-12913。録音ディスク 1枚（12cm CD）。収録時間: 64分16秒。

- 『空飛ぶゆうれい船』コロムビアミュージックエンタテインメント〈東映動画長編アニメ音楽大全集 9〉、1996年11月。COCC-13509。YMC-258-22-11/22-20。

1. オープニング
2. 嵐山一家
3. 幽霊屋敷
4. ゴーレム出現
5. 隼人の秘密
6. 黒汐とボアジュース
7. ゴーレムVS幽霊船
8. 黒汐の野望
9. 隼人、幽霊船へ
10. ボアを倒せ！
11. 最後の激戦
12. 隼人のテーマ

- 『東映動画アンソロジー 劇場篇 1958～1971』メルダック、2002年1月。MECB-2014。YMC-131-30-8。
  - 24 女声コーラス
  - 25 隼人のテーマ（泉谷広、ハニー・ナイツ）
- 「空飛ぶゆうれい船」トライエム〈エアーズ〉、ファーストディストリビューション発売、2003年6月。MECB-2025。YMC11-H4830、録音資料。CD、1枚。
  - 13 空飛ぶゆうれい船
  - 14 隼人のテーマ
- 「空飛ぶゆうれい船」『DISC2』（CD） 4巻、東芝EMI〈朝日ソノラマ主題歌コレクション〉、2003年6月。TOCT-25078。YMC11-H5357、録音資料。録音ディスク（CD）合計2枚、93分。
  - 19 空飛ぶゆうれい船
  - 20 隼人のテーマ
- 『アニソン100 朝日ソノラマ』（CD）東芝EMI、2007年3月。TOCT-26177。YMC11-H51410、録音資料。録音ディスク（CD）全3枚の1枚。
  - 9 女声コーラス「空飛ぶゆうれい船」

- 『朝日ソノラマ大全集』コロムビアミュージックエンタテインメント〈永久保存盤 disc.4〉、2008年3月。COCX-34645。YMC11-J4620、録音資料。
  - 33 空飛ぶゆうれい船
  - 34 隼人のテーマ

- 『とびだす！ 3D東映アニメまつりと東映まんがまつり 長靴をはいた猫1969年～きかんしゃやえもん2009年』（CD）コロムビアミュージックエンタテインメント〈コロムビア原盤で聴く「東映まんがまつり」うたの歩み 第2部〉、2010年2月。COCX-35989。 YMC11-J26087、録音資料。録音ディスク（CD）2枚のうちの1枚目、149分。
  - 6 泉谷広、ハニー・ナイツ「隼人のテーマ」より
- 『DISC2〈第3部コロムビア原盤で聴く「東映まんがまつり」うたの歩み Part 2 昭和50・60年代-「きかんしゃやえもんD51の大冒険」以降〉』2010年。COCX-35990。。
  - 26 滝口順平、堀絢子「ボワジュースのうた」より
  - 27 スタジオ女声合唱団「空飛ぶゆうれい船」より
- 小野崎孝輔（音楽）『空飛ぶゆうれい船オリジナル・サウンドトラック』（CD）disk union、2019年9月。CINK-87、YMC11-M37938。録音資料、録音ディスク（12cm CD）1枚。
  - "※"＝シングル盤収録曲
  - 1 メインタイトル「キャプテンハヤト」
  - 2 嵐山一家
  - 3 幽霊屋敷
  - 4 ゴーレム出現
  - 5 隼人の秘密
  - 6 黒汐とボアジュース（19 CM音源集：ボアジュース、22 ボワジュースのうた※）
  - 7 ゴーレムvs幽霊船
  - 8 黒汐の野望
  - 9 隼人、幽霊船へ
  - 10 ボアを倒せ！
  - 11 最後の激戦
  - 12 隼人のテーマ［エンディング］（18 コーラスなし音源：隼人のテーマ［エンディング］）
  - 13 隼人のテーマ※20［進め！〈ゴーアヘッド〉キャプテンハヤト］（16 インストゥルメンタル：隼人のテーマ［進め！〈ゴーアヘッド〉キャプテンハヤト］）
  - 14 空飛ぶゆうれい船※21
  - 15 予告編用音楽集
  - 17 コーラスなし音源集：幽霊船長のテーマ

宣伝フォノシートより
- 23 夏休み東映まんがまつり

### 映像資料
- 石ノ森章太郎（原作）、池田宏（監督）、辻真先（脚本）、声の出演：野沢雅子、田中明夫『空飛ぶゆうれい船』（DVD、カラー、モノラル、シネスコ。音声：日本語、BGM）東映ビデオ、2003年6月。DSTD-02173。YLZ11-H410。映像資料、DVD（ビデオディスク）1枚（60分）再販、再再販売あり。

### 関連書籍
本文の典拠ではないもの。発行年順。
- 東映動画、福島のり子（文）『空飛ぶゆうれい船』小学館〈小学館の絵文庫〉、1969年。
  - 福島のり子（文）『空飛ぶゆうれい船』東映アニメーション（監修）（復刻）、復刊ドットコム〈東映名作アニメ絵本〉、2015年4月。ISBN 9784835451619。
- 辻真先、池田宏『傑作シナリオ 空飛ぶゆうれい船』朝日ソノラマ〈アニメ文庫〉、1982年3月。ISBN 4257600098。
- 尾瀬あきら、松本めぐむ『別冊少年キング』、少年画報社。[27]